# The Great Hotel Murder
The Great Hotel Murder (em português:  O Crime do Grande Hotel) é um filme norte-americano de  mistério de 1935 lançado pela 20th Century Fox e dirigido por Eugene Forde, baseado na estória Recipe for Murder de 1934 escrita por Vincent Starrett.
O filme é estrelado por Edmund Lowe e Victor McLaglen como os detetives rivais, com papéis coadjuvantes de Lynn Bari, Ernest Palmer e  Madge Bellamy.

## Elenco
- Edmund Lowe como Roger Blackwood
- Victor McLaglen como Andrew W. 'Andy' McCabe
- Rosemary Ames como Eleanor Blake
- Mary Carlisle como Olive Temple